# Hiệu ứng lá chắn
Hiệu ứng lá chắn miêu tả sự suy giảm về tác động của lực hút tĩnh điện giữa hạt nhân nguyên tử với điện tử (electron) của nó, xảy ra trong một nguyên tử có từ hai điện tử trở lên. Hiệu ứng này đôi khi còn được gọi với cái tên là lá chắn nguyên tử hay hiệu ứng che lấp.

## Nguyên nhân
Trong các nguyên tử giống hiđrô (tức chỉ có một điện tử duy nhất), điện tử duy nhất này sẽ lãnh trọn toàn bộ sức hút tĩnh điện của hạt nhân. Tuy nhiên, khi có nhiều điện tử cùng nằm trong nguyên tử, mỗi điện tử (trong lớp n) không chỉ chịu lực hút tĩnh điện của nhân (điện tích dương) mà còn chịu lực đẩy tĩnh điện của các điện tử khác (mang điện tích âm) nằm trong các lớp từ 1 tới n. Lực đẩy của các điện tử sẽ vô hiệu hóa một phần lực hút của hạt nhân và vì thế, hợp lực tác động lên các điện tử nằm ở lớp ngoài sẽ nhỏ hơn rất nhiều so với các điện tử ở lớp trong gần với hạt nhân; vì vậy các điện tử ở lớp ngoài không liên kết chặt chẽ với nhân bằng các điện tử lớp trong. Đó chính là lý do tại sao các điện tử ở lớp ngoài cùng dễ dàng bứt khỏi nguyên tử trong các phản ứng hóa học.
Quy mô của hiệu ứng lá chắn rất khó để tính toán chính xác - nguyên do là các ảnh hưởng của cơ học lượng tử. Chúng ta có thể xác định phỏng chừng điện tích hạt nhân hữu hiệu của mỗi điện tử bằng công thức sau:
{\displaystyle Z_{\mathrm {eff} }=Z-\sigma \,}
Với Z là số proton trong nhân (cũng là điện tích hạt nhân thực của nguyên tử) và {\displaystyle \sigma \,} là hằng số che lấp, tức số điện tử trung bình nằm giữa nhân và điện tử đang xét. {\displaystyle \sigma \,} có thể được xác định nhờ hóa học lượng tử và phương trình Schrödinger, hoặc được xác định phỏng chừng nhờ các quy tắc Slater.
Trong Phép đo phổ tán xạ phía sau Rutherford, sự sửa chữa do che lấp điện tử đã tinh chỉnh lực đẩy Coulomb giữa một ion và nhân đích tại khoảng cách xa.